# Esmeril angular

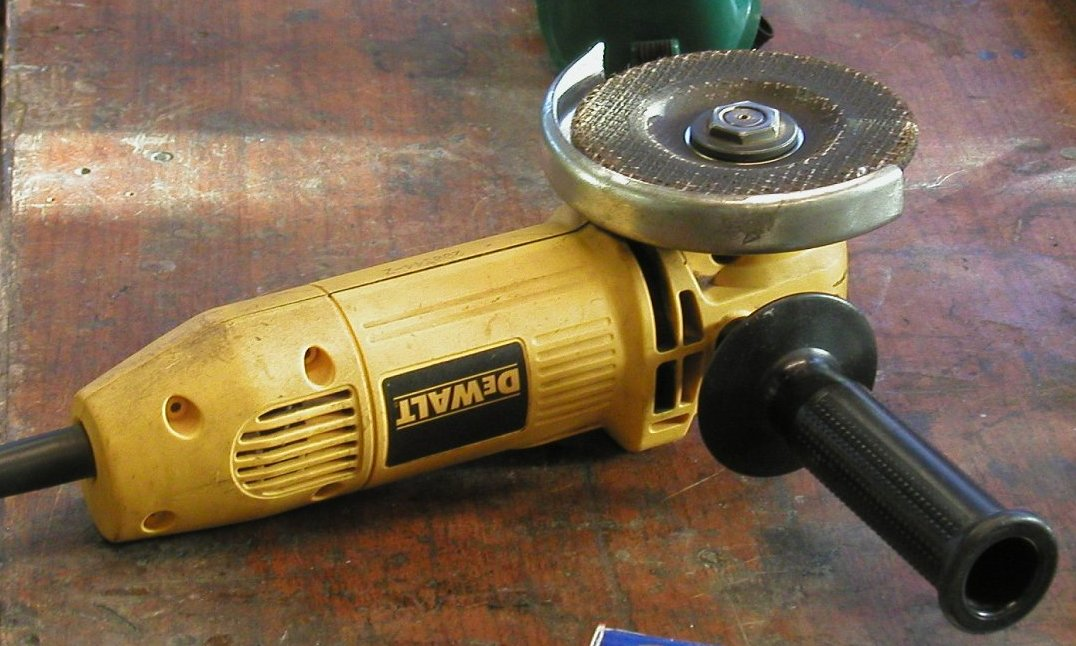
Esmeril angular

Una radial, moladora o amoladora angular, esmeril angular, flexible,  galletera, reglette ,rebarbadora o rotaflex es una herramienta usada para cortar, esmerilar y para pulir.
Un esmeril angular se puede impulsar con un motor, el cual impulsa una cabeza de engranajes en un ángulo recto en el cual está montado un disco abrasivo o un disco de corte más delgado los cuales pueden ser reemplazados cuando se desgastan. Los esmeriles angulares típicamente tienen un protector ajustable para su operación con cualquiera de las dos manos. Ciertas amoladoras angulares, dependiendo de su rango de velocidad, pueden utilizarse como lijadoras utilizando un disco lijador con una almohadilla de apoyo. El sistema protector usualmente está hecho de un plástico duro, resina fenólica o caucho de media dureza dependiendo de la cantidad de flexibilidad deseada. 

## Usos

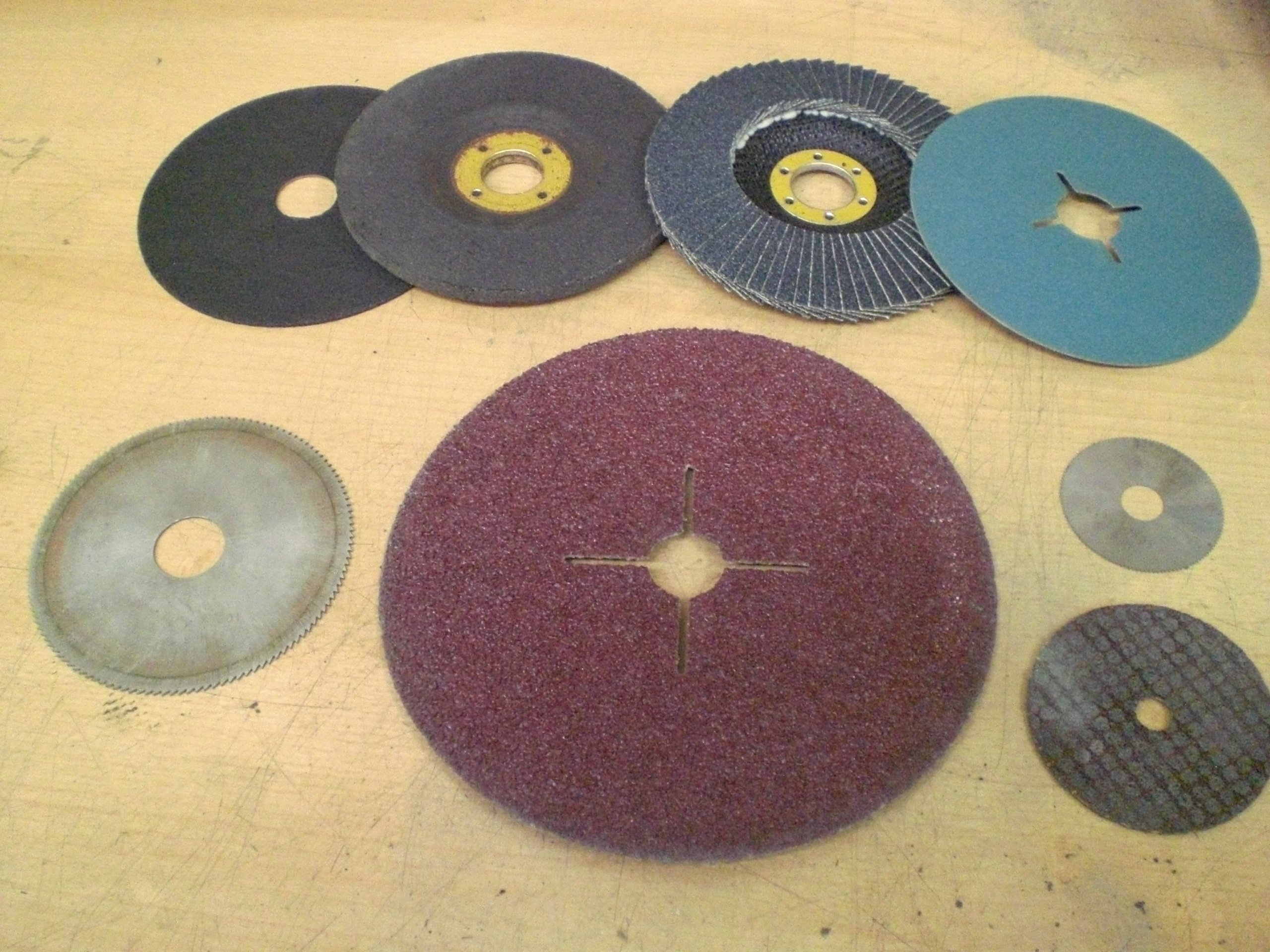
Varios tipos de discos

Los esmeriles angulares pueden ser utilizados tanto para eliminar el material sobrante de las piezas como para cortar en pedazos. Hay muchas clases diferentes de discos que se usan para diversos tipos de materiales y trabajos: discos de corte (hoja de diamante), discos rectificadores abrasivos, piedras demoledoras (rectificadoras), discos lijadores, ruedas de cepillo de alambre y almohadillas para pulir. El esmeril angular tiene grandes cojinetes de bolas (balineras o rodamientos) para contrarrestar las fuerzas laterales que se generan durante los cortes. En esto se diferencia de la taladradora, donde la fuerza es axial.
Los esmeriles angulares se utilizan ampliamente para trabajos metalúrgicos y de la construcción, al igual que en rescates de emergencias. Comúnmente los encontramos en talleres, talleres de reparación del cuerpo de los autos chapistería.
Hay una gran variedad de esmeriles angulares de donde escoger cuando se trata de encontrar el correcto para el trabajo. El tamaño del disco y la potencia del motor son los factores más importantes cuando se escoge el esmeril angular adecuado. 
Otro factor es el poder de impulso (neumático o eléctrico), las rpm (revoluciones por minuto) el tamaño de arbor. Usualmente el tamaño del disco y el poder de impulso aumentan juntos. El tamaño del disco es usualmente medido en pulgadas o milímetros. Los tamaños comunes de discos para los esmeriles angulares en los Estados Unidos incluyen 4, 4,5, 5, 6, 7, 9 y 12 pulgadas. En Europa van desde 115 mm, 125 mm hasta 230 mm, también existen amoladoras con batería, lo que proporciona más comodidad en lugares de difícil acceso. Los discos para esmeriladores neumáticos también se obtienen mucho más chicos. Los esmeriladores neumáticos son utilizados para trabajos más livianos donde se requiere más precisión. Esto se debe a que los esmeriladores neumáticos pueden ser pequeños y livianos pero se mantienen poderosos porque no contienen un pesado motor con bobinado de cobre, mientras que es más duro para un esmeril angular mantener el impulso adecuado si fuese más pequeño. Los esmeriles angulares eléctricos son comúnmente más usados para trabajos más pesados y grandes. Sin embargo, también existen esmeriles angulares eléctricos y esmeriles angulares neumáticos más grandes.

## Historia
La amoladora angular fue inventada en 1954 por la empresa alemana Ackermann + Schmitt (FLEX-Elektrowerkzeuge GmbH) en Steinheim an der Murr

## Seguridad
Un estudio del nivel de sonido y vibración realizado por el Instituto Nacional de Seguridad y Salud Ocupacional (NIOSH) de los EE. UU., determinó que las amoladoras angulares bajo una condición sin carga tienen un rango de 91 a 103 dBA. Se recomienda el uso de guantes de protección mecánica, pantalla facial y protección auditiva adecuada durante el uso de esta herramienta. Se recomienda:
- Leer las instrucciones del fabricante de la máquina antes de usarla.
- Leer las instrucciones que vienen puestas en el disco, tales como la velocidad máxima de giro, las superficies que pueden cortar, las protecciones necesarias, o si es necesario refrigerar el disco con agua como en el caso de las hojas de diamante.
- Manipular la máquina siempre desenchufada.
- Comprobar que la herramienta tiene el interruptor en la posición de apagado antes de enchufarla.
- No utilizar discos de otros calibres,o que sean para otros usos.
- Bloquear el husillo con el botón para esta función mientras se inserta o se cambia de disco.
- Comprobar que el disco esté en buen estado.
- Poner la máquina en marcha y dejarla 30 segundos sin carga para detectar que no esté mal insertado el disco.
- Amarrar bien la pieza a cortar para que no se mueva durante el corte, poniendo siempre las dos manos en la máquina.
- No utilizar nunca la máquina sin el cárter de protección.
- Comprobar que en el caso de trabajar con metal las chispas no impacten contra algún material inflamable, y si es posible usar ropa de manga larga y pantalón largo para evitar que las chispas impacten en la piel, aunque durante un corto periodo de tiempo no supone ningún peligro, a larga evita la irritación o pequeñas heridas en la piel.
- Calzarse las protecciones necesarias para cada trabajo.
- En las tareas de desbastado, pulido, o cualquiera que requiera poner la máquina en horizontal es recomendable usar la empuñadura. También es recomendable cuando el operario que la va a usar no tiene mucha experiencia con estas máquinas.
- Realizar los cortes de adelante hacia atrás.
- No hacer excesiva fuerza hacia abajo, además refrigerar el disco cada 4 o 5 segundos levantándolo de la superficie u objeto a cortar.
- Si la máquina se emplea durante un tiempo es recomendable dejarla enfriarla un periodo corto de tiempo, y cambiar de operario.
- Si la máquina no se va a utilizar durante un tiempo es recomendable desenchufarla y dejarla en un lugar apartado para prevenir accidentes.
- Nunca utilizar discos dentados de sierra en la amoladora, podría producirse un kickback o patada dando lugar a graves accidentes.
- Utilizar siempre la empuñadura suministrada y sujetar la amoladora con ambas manos para evitar perder el control de la máquina.
- Al cambiar el disco, siempre se le ha de dar un apriete final con la llave suministrada con la máquina, no es suficiente con apretar el disco a mano.

## Tabla general de tipos de discos para amoladoras radiales
| Tipo de disco       | Uso principal                | Material recomendado         | Diámetros comunes (mm) |
| ------------------- | ---------------------------- | ---------------------------- | ---------------------- |
| Corte abrasivo      | Cortar metal, acero, inox    | Metal, acero, aluminio       | 115, 125, 180, 230     |
| Desbaste            | Eliminar material, rebabas   | Metal, piedra                | 115, 125, 180, 230     |
| Diamante continuo   | Corte fino y limpio          | Cerámica, porcelánico        | 115, 125, 180, 230     |
| Diamante segmentado | Corte rápido y refrigerado   | Hormigón, ladrillo, piedra   | 115, 125, 180, 230     |
| Diamante turbo      | Corte rápido + acabado medio | Mármol, granito, porcelánico | 115, 125, 180, 230     |
| Multimaterial       | Corte versátil               | Madera, plástico, metal fino | 115, 125               |
| Láminas (flap)      | Lijado y acabado fino        | Metal, madera                | 115, 125               |
| Fibra / nylon       | Limpieza, decapado           | Pintura, óxido, adhesivos    | 115, 125               |
| Pulido / fieltro    | Acabado brillante            | Metal, mármol, vidrio        | 115, 125               |
| Cepillo metálico    | Decapado agresivo            | Óxido, pintura, soldaduras   | 115, 125               |

## Herramientas relacionadas
El esmeril angular puede compararse con otras variedades de esmeriles: mesa esmeriladoras, esmeriladoras para hormigón y otras herramientas que utilizan diamantes para realizar cortes.